# 措尼巴
措尼巴是一个位于中国四川省甘孜藏族自治州巴塘县的淡水湖，面积约为1.31平方千米，属于云贵高原区。它的一级流域为长江流域，二级流域为长江干流水系。